# Tejado (Soria)
Tejado es un municipio y localidad española de la provincia de Soria, en la comunidad autónoma de Castilla y León. El término municipal, ubicado en la comarca de Campo de Gómara, tiene una población de 96 habitantes (INE 2024) e incluye los núcleos de Alparrache, Boñices, Castil de Tierra, Nomparedes, Sauquillo de Boñices, Tejado, Villanueva y Zamajón.

## Geografía

Término municipal.

Esta pequeña población de la comarca de Campo de Gómara está ubicada en el centro de la provincia de Soria , al sureste de la capital en el valle del río Rituerto. Pertenece al partido judicial de Soria.
En su término e incluido en la Red Natura 2000 está el Lugar de Interés Comunitario conocido como Quejigares de Gómara-Nájima, que ocupa 748 hectáreas, el 10 % de su término.

## Historia
A la caída del Antiguo Régimen la localidad se constituyó en municipio constitucional en la región de Castilla la Vieja, partido de Soria que en el censo de 1842 contaba con 60 hogares y 236 vecinos. A mediados del siglo XIX, el lugar tenía contabilizadas 64 casas. Aparece descrito en el decimocuarto volumen del Diccionario geográfico-estadístico-histórico de España y sus posesiones de Ultramar de Pascual Madoz de la siguiente manera:

TEJADO: l. con ayunt. en la prov. y part. jud. de Soria (5 leg.), aud. terr. y c. g. de Búrgos (25), dióc. de Osma (12). sit. en llano con buena ventilacion y clima templado y sano. Tiene 64 casas; la consistorial con cárcel; una fuente de agua salobre; escuela de instruccion primaria frecuentada por 40 alumnos, dotada con 75 rs. y 50 fan. de trigo; hay una igl. parr. (Sta. Agueda) servida por un cura y un sacristan. térm.: confina con los de Gomara, Ledesma, Seron y Boñices: dentro de él se encuentran algunos manantiales y una ermita (Ntra. Sra. del Pilar). El terreno, fertilizado por el Rituerto, es de buena calidad; comprende un pequeño monte encinar con algo de mata baja. caminos: los que dirigen á los pueblos limítrofes, todos en buen estado. correo: se recibe y despacha en Soria por un cartero. prod.: trigo puro, comun, centeno, cebada, avena, algunas legumbres, leñas de combustible y buenos pastos, con los que se mantiene ganado lanar, mular, caballar y vacuno; abunda la caza de conejos, liebres, perdices, ánades, y en su tiempo codornices; en el Rituerto se crian barbos y peces pequeños. ind.: la agrícola v recriacion de ganados, 3 telares de lienzos y paños ordinarios, y algunos otros de los oficios mas indispensables. pobl.: 60 vec., 236 alm. cap. imp.: 74.558 rs. 6 mrs.
(Madoz, 1849, p. 685)

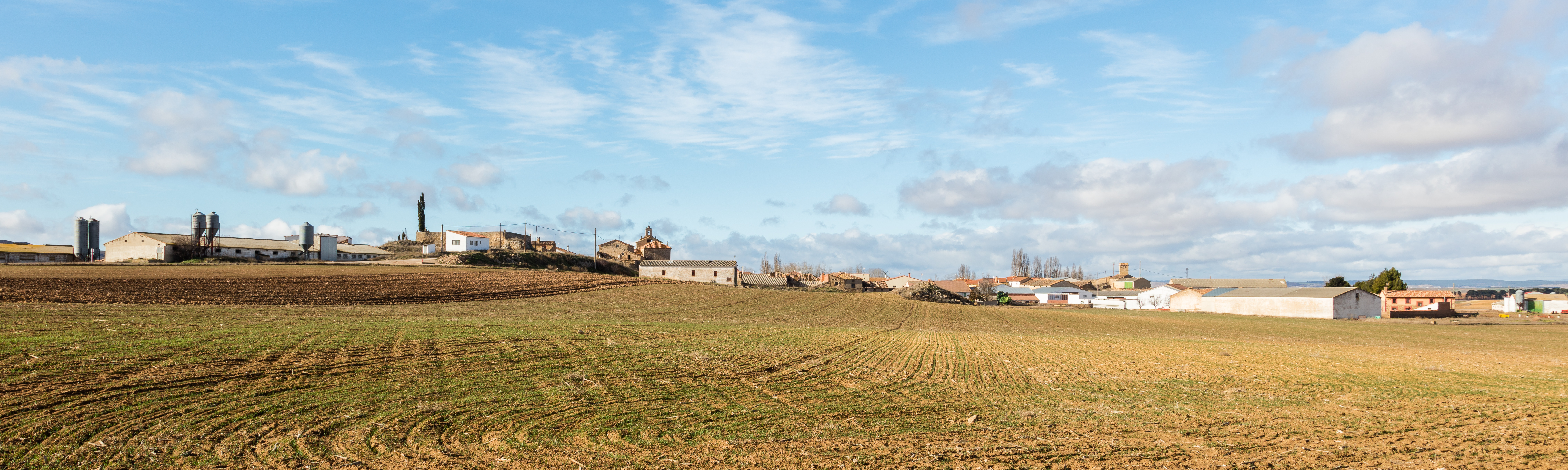
Vista de la localidad

A mediados del siglo XIX crece el término del municipio porque incorpora a Villanueva de Lubia, Villanueva de Zamajón y Zamajón. A finales del siglo XX crece el término del municipio porque incorpora a Castill de Tierra, Nomparedes y Sauquillo de Boñices. Nomparedes incorpora a Boñices, y Sauquillo de Boñices a Alparrache.

## Demografía
Cuenta con una población de 96 habitantes (INE 2024).
| Gráfica de evolución demográfica de Tejado entre 1842 y 2021 |
| |
| Población de derecho según los censos de población del INE Población de hecho según los censos de población del INEEntre el censo de 1857 y el anterior, crece el término del municipio porque incorpora a 425141 (Villanueva de Lubia), 425142 (Villanueva de Zamajón) y 425145 (Zamajón) Entre el censo de 1970 y el anterior, crece el término del municipio porque incorpora a 42535 (Castill de T.), 42584 (Nomparedes), y 42605 (Sauquillo de Boñices) |

### Población por núcleos
| Núcleos               | Población (2000) | Población (2010) | Población (2022) |
| --------------------- | ---------------- | ---------------- | ---------------- |
| Alparrache            | 18               | 14               | 8                |
| Boñices               | 3                | 2                | 1                |
| Castil de Tierra      | 11               | 9                | 5                |
| Nomparedes            | 43               | 31               | 22               |
| Sauquillo de Boñices  | 9                | 5                | 3                |
| Tejado                | 102              | 69               | 39               |
| Villanueva de Zamajón | 17               | 13               | 7                |
| Zamajón               | 16               | 11               | 6                |